# Birkbeck, Universidade de Londres
Birkbeck, University of London (anteriormente Birkbeck College, informalmente BBK) é uma universidade pública localizada em Londres, Reino Unido, um colégio constituinte da Universidade de Londres.

## Organização

### Faculdades

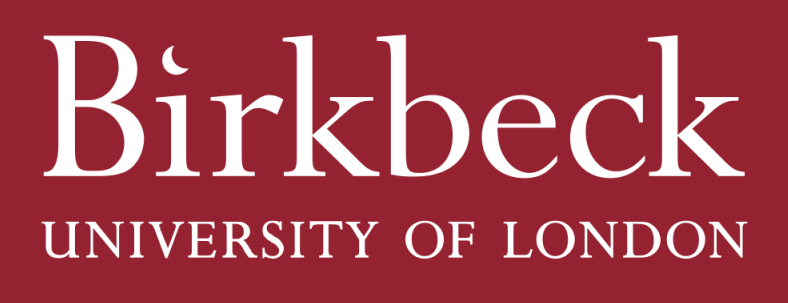
Logotipo de Birkbeck, Universidade de Londres

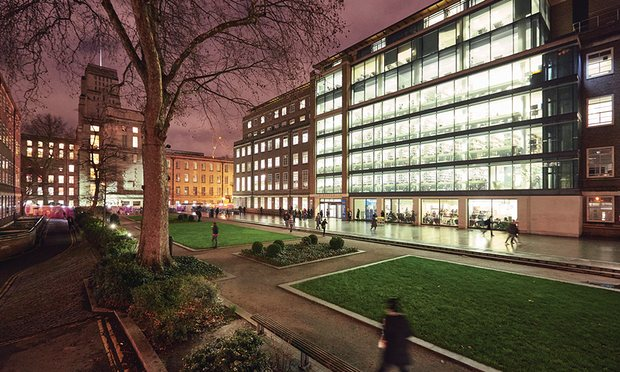
Campus Bloomsbury à noite

A instituição de ensino é composta por três faculdades (faculties) que compreendem um total de nove unidades universitárias (schools), que são:
- Faculdade de Direito e Negócios:
  - Escola de Negócios de Birkbeck
  - Escola de Direito de Birkbeck[2]
- Faculdade de Ciências Sociais e Humanidades: 
  - Escola de Artes Criativas, Cultura e Communicação
  - Escola de Estudos Históricos
  - Escola de Ciências Sociais
  - Centro de Aconselhamento de Birkbeck
- Faculdade de Ciências:
  - Escola de Ciências Matemáticas e de Computação
  - Escola de Ciências Naturais
  - Escola de Ciências Psicológicas